# Aleksiej Triosznikow
Aleksiej Fiodorowicz Triosznikow (ros. Алексей Фёдорович Трёшников, ur. 1 kwietnia?/14 kwietnia 1914 we wsi Pawłowka w guberni symbirskiej (obecnie w obwodzie uljanowskim), zm. 18 listopada 1991 w Petersburgu) – był radzieckim oceanografem i badaczem polarnym.

## Życiorys
Urodził się w rodzinie chłopskiej. Skończył 5 klas, od dzieciństwa pracował, jednocześnie był samoukiem. W wieku 16 lat został kierownikiem szkoły wiejskiej, w 1934 ukończył rabfak (fakultet robotniczy) przy Leningradzkim Instytucie Rolniczym, a w 1939 studia geograficzne na Uniwersytecie Leningradzkim; był uczniem Julija Szokalskiego. W 1938 na pokładzie statku "Iwan Papanin" odbywał praktyki na Morzu Karskim, gdzie zajmował się problemami hydrograficznymi. Od 1939 do 1981 pracował w Instytucie Arktycznym Gławsiewmorputi (Głównej Północnej Drogi Morskiej). W 1940 podczas morskiej ekspedycji arktycznej brał udział w badaniach Cieśniny Łaptiewa. W październiku 1941 został ewakuowany do Krasnojarska, w 1942 i 1944 zajmował się pracą naukowo-operacyjną na morzach arktycznych, m.in. zabezpieczaniem informacji hydrometeorologicznych okrętów Floty Północnej i grup statków towarowych w drodze na Morze Karskie i Łaptiewów, pracował też w Diksonie. Po wojnie odgrywał dużą rolę w szeroko zakrojonych badaniach środkowej Arktyki prowadzonych wówczas przez ZSRR. W 1948 i 1949 jako oceanolog i szef oddziału brał udział w lotniczych wyprawach Siewier-2 i Siewier-4 na wysokie szerokości geograficzne, prowadząc wszechstronne badania przyrody i klimatu Arktyki, lądując na wyspach i miejscach nigdy wcześniej nie odwiedzanych przez badaczy oraz na dryfującym lodzie. W 1950 kierował oddziałem podczas ekspedycji arktycznej "Siewier-5", a od 1954 do 1955 kierował dryfującą stacją polarną Siewiernyj Polus-3, następnie od 1956 do 1958 kierował drugą radziecką wyprawą antarktyczną z zimowaniem w arktycznej stacji Mirnyj. Odbył wówczas kilka podróży w głąb Antarktydy i zorganizował tam stacje naukowe Komsomolskaja i Wostok.
Od 1961 do 1981 był dyrektorem Instytutu Badań Arktycznych i Antarktycznych, 1963-1964 kierował przelotem samolotów Ił-18 z Moskwy na Antarktydę, gdzie brał udział w zakładaniu stacji Mołodizeżnaja. W latach 1967–1968 kierował 13 radziecką ekspedycją antarktyczną, a w maju 1973 po raz czwarty udał się na Antarktydę drogą morską, prowadząc prace nad uwolnieniem uwięzionego w lodzie statku Ob przy wybrzeżu Antarktydy. W 1976 kierował ekspedycją arktyczną w ramach programu POLEKS-SIEWIER. W 1981 został profesorem i kierownikiem działu oceanologii Leningradzkiego Uniwersytetu Państwowego, w 1986 po raz ostatni wyprawił się na dryfującą stację arktyczną Siewiernyj Polus-28. W 1963 otrzymał tytuł doktora nauk geograficznych, a w 1967 profesora. Od 1964 był wiceprezesem, a od 1977 do 1981 prezesem Towarzystwa Geograficznego ZSRR. W 1976 został członkiem korespondentem, a w 1981 akademikiem Akademii Nauk ZSRR. Napisał wiele prac naukowych i książek na temat Antarktydy i Arktyki; jego książki zostały opublikowane m.in. w USA, Francji, Hiszpanii, Polsce, Bułgarii i Japonii. Jego imieniem nazwano planetę karłowatą nr 3339 odkrytą w 1978.

## Odznaczenia
- Medal Sierp i Młot Bohatera Pracy Socjalistycznej (6 grudnia 1949)
- Order Lenina (czterokrotnie, w tym 6 grudnia 1949 i 29 sierpnia 1955)
- Order Rewolucji Październikowej (16 maja 1974)
- Order Czerwonego Sztandaru Pracy (8 kwietnia 1981)
- Order „Znak Honoru” (2 grudnia 1945)
- Medal „Za pracowniczą dzielność” (24 maja 1951)

I inne.